# Monument als Herois del 1809
El monument als Herois del 1809 (conegut popularment com als Màrtirs de la Independència) està situat a la plaça de Garriga i Bachs, contra la façana lateral de l'església de Sant Sever, al barri Gòtic de Barcelona, davant el portal de Santa Eulàlia de la Catedral. Fou construït entre els anys 1929 i 1941 pels escultors Josep Llimona (conjunt escultòric de bronze) i Vicenç Navarro Romero (relleu d'alabastre) i per l'arquitecte Pere Benavent.

## Història
Està dedicat a la memòria dels barcelonins que van liderar la insurgència contra les tropes napoleòniques l'any 1809, en l'anomenada Conspiració de l'Ascensió que va tenir lloc el 14 de maig i que va fracassar. En el curs de la guerra del Francès, la ciutat havia estat ocupada i militaritzada com a plaça forta de l'exèrcit francès, sota el comandament del general Duhesme. La revolta pretenia aixecar tot el poble contra les forces d'ocupació i alliberar Barcelona. Detinguts, cinc dels conxorxats van ser executats el 3 de juny, al passeig de l'Esplanada, com a càstig exemplar. A més, tres ciutadans més foren executats en els dies següents per haver tocat a sometent durant les execucions del 3 de juny.
El 1884 ja havia sorgit la iniciativa de construir un monument als herois del 1809, que no va prosperar. Coincidint amb el primer centenari dels fets va ressorgir la idea i es va fer un panteó en una capella del claustre de la Catedral  on hi havia les seves despulles i, finalment, durant la dictadura de Primo de Rivera (1923-1929) es va avançar en el projecte monumental. La placeta on és ubicat el monument s'anomena de Garriga i Bachs, nom d'un regidor de l'ajuntament que va impulsar la comissió monumental i que va fer donació a l'ajuntament de l'espai, prèvia compra i enderroc de la casa que hi havia emplaçada.
L'arquitecte Pere Benavent va fer el disseny de la placeta, davant de l'entrada al claustre de la Catedral (on són enterrats els màrtirs), i de la fornícula on emplaçar l'escultura, que es va encarregar a Josep Llimona. El 1929 es va inaugurar el monument sense l'escultura, ja que, si bé Llimona havia acabat el model tridimensional en guix, no s'havia passat encara a bronze. El pedestal va romandre buit durant la Segona república i la guerra. El 1941, en ple fervor patriòtic de postguerra, s'hi va emplaçar finalment l'estàtua, que havia romàs tot aquest temps en un magatzem, i es va tornar a inaugurar el monument, afegint altres elements escultòrics. El 2009, coincidint amb el segon centenari de l'esdeveniment, l'Ajuntament va netejar i condicionar el monument.

## Descripció
Està integrat per elements de diferent cronologia. En primer lloc, hi haun enrajolat ceràmic que representa escenes dels primers dies de l'entrada a Barcelona de les tropes napoleòniques, reproduint uns gravats del 1815 realitzats per Bonaventura Planella. L'enrajolat s'estén pels costats del pedestal, on hi ha sengles bancs. Sobre el pedestal trobem l'escultura col·lectiva en bronze dels cinc insurgents, coneguts com els màrtirs, obra de Josep Llimona (1929). El monument es va inaugurar sense haver estat acabat el 1929 i, finalment, es va tornar a inaugurar el 1941 amb l'afegit d'un relleu d'alabastre representant dos àngels victoriosos, obra de Vicenç Navarro. Així doncs, el monument consta d'un projecte arquitectònic a càrrec de Pere Benavent (1929), d'un conjunt escultòric en bronze de Josep Llimona (1929), d'un enrajolat ceràmic que reprodueix uns gravats de Bonaventura Planella (1929 sobre model del 1815), i d'un relleu escultòric de Vicenç Navarro (1941).
El conjunt escultòric en bronze és l'element més significatiu del monument. Representa els ciutadans Joan Massana i Salvador Aulet, els capellans Joan Gallifa i Arqués i Joaquim Pou i el sotstinent Josep Navarro, executats a la Ciutadella, a la forca o al garrot segons la seva condició, després de ser acusats de conspiració contra els francesos durant l'ocupació del 1808. La seva va ser una execució exemplar, ja que van ser condemnats a mort entre divuit acusats. L'escultor els ha representat en els moments previs a la seva execució, d'una manera realista, sense una idealització ni tampoc un intens dramatisme. Cada personatge va abillat segons la seva condició (militar, eclesiàstica o civil) i els rostres expressen una serenor volguda per emfatitzar la seva condició de màrtirs. Josep Llimona és un important escultor modernista, autor del magnífic monument al Doctor Robert, a Barcelona. Aquest conjunt escultòric ja no respira l'aire modernista que té el monument a Bartomeu Robert, sinó que s'aproxima al realisme propi de la majoria de monuments urbans del vuit-cents i del primer terç del segle xx. Recorda vagament el monument d'Auguste Rodin Els burgesos de Calais, per la disposició dempeus d'una sèrie de personatges condemnats a una mort segura, però l'obra de Rodin té una factura quasi expressionista i està feta per ser observada de manera exempta.
La llegenda de la placa del pedestal recorda els cinc insurgents i uns altres tres ciutadans, Ramon Mas, Julià Portet i Pere Lastortras, igualment executats, que van tocar a sometent les campanes de la catedral durant l'execució dels primers, per mobilitzar la ciutat contra els ocupants. Per tant, encara que no hi siguin representats tots, el monument està dedicat als vuit herois.

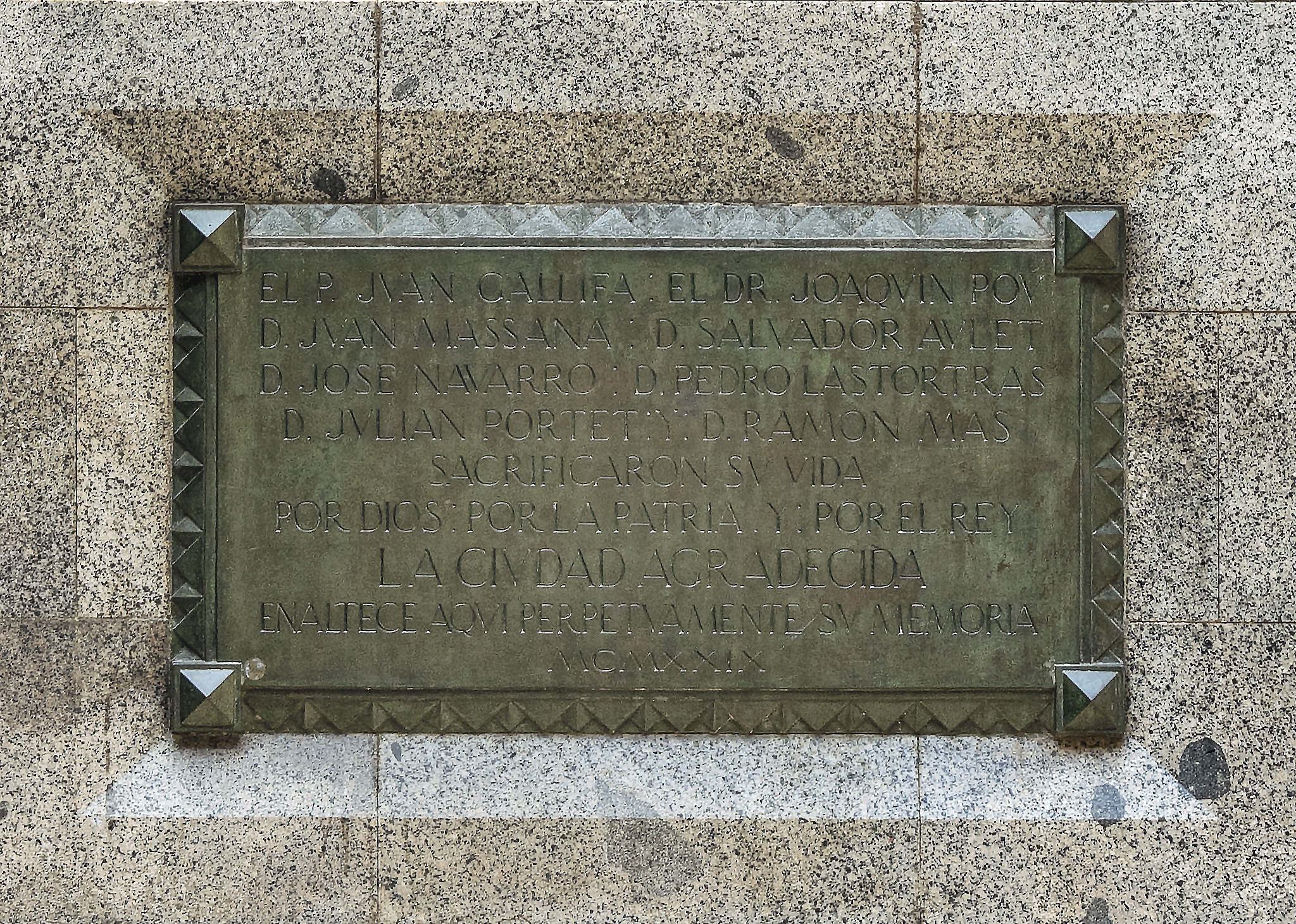
Placa del monument amb el text següent: EL P. JUAN GALLIFA, EL DR. JOAQUIN POU / D. JUAN MASSANA, D. SALVADOR AULET, / D. JOSÉ NAVARRO, D. PEDRO LASTORTRAS, / D. JULIAN PORTET, Y D. RAMON MAS / SACRIFICARON SU VIDA / POR DIOS, POR LA PATRIA Y POR EL REY / LA CIUDAD AGRADECIDA / ENALTECE AQUÍ PERPÉTUAMENTE SU MEMORIA / MCMXXIX.

Les mides en són:
- Total: 4,34 × 3,06 × 1,40 m
- Escultura: 2,26 × 2,58 × 1,32 m
- Pedestal: 2,08 × 3,06 × 1,40 m